# 江坂彰
江坂 彰（えさか あきら、1936年4月17日 - ）は、日本の経済評論家。

## 経歴
京都府生まれ。本名・海老名彰一。1961年京都大学文学部卒業。東急エージェンシー本社マーケティング局長、関西支社長などを経て、1984年独立。『冬の火花』でデビュー。サラリーマンたちの人生を見つめた著作を発表。

## 著書
- 『冬の火花 ある管理職の左遷録』文藝春秋 1983年10月 のち文庫
- 『冬の時代の管理職』講談社 1984年12月 のち文庫
- 『人材殺しの時代「人事」が企業の命運を決める!』文藝春秋 1985年3月 のち文庫
- 『人材格差の時代』PHP研究所 1986年4月 のち文庫
- 『エリート冬の時代 古い忠誠心から新しい忠誠心へ』講談社 1986年4月
- 『企業は変わる人が変わる』文藝春秋 1986年11月 のち文庫
- 『サラリーマンこれからこうなる』PHP研究所 1987年7月 のち文庫
- 『戦略的経営の時代』文藝春秋 1987年9月
- 『生き方革命の時代』講談社 1988年1月
- 『自己啓発の技術!』日本実業出版社 1988年3月
- 『サラリーマン豊かさへの革命』PHP研究所 1988年3月 のち文庫
- 『雇用革命 いま、会社で何が起きているか』プレジデント社 1988年6月
- 『サラリーマン新宮仕え五輪書』徳間書店 1989年1月
- 『経営を見る眼見抜く眼』文藝春秋 1990年6月
- 『大企業病につけるクスリは』日本実業出版社 1990年10月
- 『団塊サラリーマンの生き方』1993年2月（講談社文庫）
- 『サラリーマン生き方の時代』PHP研究所 1993年9月
- 『ホワイトカラー「改革」私案』実業之日本社 1994年6月
- 『歴史に学ぶ人間学「逆風の時代」を生き抜く知恵とは』PHP研究所 1994年7月
- 『「課長」の復権 管理職無用論を排す』講談社 1995年2月
- 『サラリーマン氷河期』1995年12月（徳間文庫）
- 『良い上司・悪い上司 二十一世紀型リーダーの条件』PHP研究所 1995年12月 のち文庫
- 『勝つ人事負ける人事「日本型ホワイトカラー」に未来はあるか』PHP研究所 1996年4月（のちに「サラリーマン、明日はこうなる」としてPHP文庫）
- 『3年後。サラリーマンはこうなる「給料」から「求められる社員像」まで、93テーマ全予測』PHP研究所 1997年1月（のち「全予測2001年・サラリーマンはこう変わる」として文庫化）
- 『中小企業よ胸を張れ! 日本経済の明日のために』エー・ジー出版 1997年7月
- 『「経営者格差」の時代 こんなトップは辞表を出せ!』文藝春秋 1997年10月
- 『大選別時代。サラリーマンへの5つの忠告』PHP研究所 1998年4月（のちに「「能力主義」で成功する50のポイント」として文庫化）
- 『こんなにチャンスがある日本 大逆転7つの戦略』PHP研究所 1999年1月
- 『三年後に笑う会社 正念場のラスト・チャンス』光文社 1999年3月（カッパ・ブックス）
- 『勝ち残れるビジネスマンはここが違う』徳間書店 2000年1月
- 『ここを勉強すれば、必ず「勝ち組」だ!』三笠書房 2000年8月
- 『サラリーマン・人生最大の選択』PHP研究所 2000年11月
- 『絶対に負けない経営 いま最強の人事と組織』光文社 2001年5月（カッパ・ブックス）
- 『上司は「鬼」がよいか、「仏」がよいか』ダイヤモンド社 2001年8月（のち「「21世紀型上司」はこうなる」としてPHP文庫）
- 『大失業時代。サラリーマンはこうなる 全予測「給料・雇用」「業界動向」から「ライフプラン」まで』2002年6月（PHP文庫）
- 『定年後に笑う人 生きがいよりも生き方だ』PHP研究所 2003年2月
- 『誰でもやり直せる復活の経営学 どん底から抜け出す経営新発想、新戦略!』光文社 2003年4月
- 『すでに始まっている未来 会社は、サラリーマンは変われるか』NTT出版 2003年12月
- 『サラリーマン・こう考えれば勝ち残る!「働き方」から「ライフプラン」まで、50のアドバイス』2004年9月（PHP文庫）
- 『あと2年! サラリーマン、定年までにしておく15のこと』PHP研究所 2005年11月（のち「定年の迎え方」として文庫化）
- 『『徒然草』的生き方 マイナスをプラスに転じる人生論』PHP研究所 2006年9月（のち「わが座右の『徒然草』」として文庫化）
- 『定年後。こう考えればラクになる』2006年10月（PHP文庫）
- 『超二流 サラリーマンへの応援歌』プレジデント社 2007年9月
- 『サラリーマンの神様』エイチアンドアイ 2009年12月

## 共著
- 『雇用崩壊 大失業時代の「生き方」改造計画』諸井薫 徳間書店 1994年10月
- 『「デフレ不況」は逆転発想で生き抜け』稲垣武 文芸春秋 1995年10月
- 『信長秀吉家康 勝者の条件敗者の条件』津本陽 講談社 1996年6月 のち文庫
- 『人活論 したたかな個人主義が会社を救う』野田正彰 徳間書店 1996年6月
- 『あなたがやらずに誰がやる! 上司の条件・人望の条件』堀田力 PHP研究所 1997年9月 のち文庫
- 『3年後。給料はこうなる! 実力主義時代をどう勝ち抜くか』堀紘一 PHP研究所 1998年1月
- 『これから10年の選択 負けるな、めげるな、サラリーマン』加藤仁 徳間書店 1998年10月
- 『「能力なき者は去れ」で、日本は本当に甦るか 大激論どうする!3600万サラリーマン』ビル・トッテン 現代書林 2000年6月
- 『撤退戦の研究 日本人は、なぜ同じ失敗を繰り返すのか』半藤一利 光文社 2000年6月（カッパ・ブックス）（のち知恵の森文庫（副題を正題に）